# Miguel Paleólogo (gran cartulario)
Miguel Paleólogo (en griego: Μιχαήλ Παλαιολόγος) fue un aristócrata bizantino y funcionario de alto rango de la corte en el Imperio de Nicea, que ostentaba el título de gran cartulario, y que también era el tío paterno del emperador bizantino Miguel VIII Paleólogo.
Se cree que nació alrededor de 1180 o 1185. Era hijo del megaduque Alejo Ducas Paleólogo e Irene Comneno, hija de Juan Cantacuceno. Tenía otro hermano, Andrónico Comneno Paleólogo, padre del emperador Miguel VIII Paleólogo. Miguel era probablemente el mayor de los dos hermanos, y llevaba el nombre de su abuelo paterno, según la costumbre de la época: bautizar a los primogénitos.
Miguel Paleólogo ascendió al alto rango de gran cartulario en la corte del Imperio de Nicea. Sin embargo, alrededor de 1254 o 1255, Miguel fue encarcelado por orden del emperador Teodoro II Láscaris (según otra opinión, quizás Juan III Ducas Vatatzés) por deslealtad y críticas al emperador. Probablemente murió en prisión, donde estuvo recluido en condiciones inadecuadas para su avanzada edad. Jorge Paquimeres informa que el arresto de su tío provocó que el futuro emperador Miguel VIII, entonces todavía céfalo de Mesotheia, huyera al extranjero con los turcos selyúcidas a principios de 1256, después de ser advertido de lo que le había sucedido a su tío por un oficial de la corte llamado Cotis.
Según el investigador francés Vitalien Laurent, el gran cartulario Miguel estaba casado con una hija de Alejo V Ducas, para lo cual Laurent se refiere a una nota marginal en el Códice Ambrosiano (F. 96 sup. fol. 19 r), que contiene el relato de Nicolás Mesarita del levantamiento de Juan Comneno el Gordo en 1201. Según esta nota, el iniciador del levantamiento fue Alejo V, cuyo yerno era Miguel Comneno Paleólogo. Laurent identificó a este Miguel con el mencionado en el Códice, pero su tesis fue posteriormente cuestionada por los investigadores franceses Jean-Paul Cheyne y Jean-François Vanier, quienes creían que el Miguel Comneno Paleólogo en cuestión era el emperador Miguel VIII Paleólogo, y que la nota marginal en cuestión debía datarse después de 1259.
Aunque no se puede determinar con certeza el nombre de su esposa, Miguel fue el padre del protostrator Andrónico Paleólogo, a quien Paquimeres menciona como primo hermano del emperador Miguel VIII.